# ガンバレ☆プロレス
ガンバレ☆プロレス（英: Ganbare Pro-Wrestling）は、日本のプロレス団体。

## 団体名の由来
創始者の大家健が「もう一度、プロレスをメジャーなスポーツにしたい。その意味を込めてガンバレ、ガンバレ」とプロレスを叱咤激励する意味を込めて名づけた。

## 特徴
参戦選手と対戦カードの発表はチケット即売会で行われており、場所はDDTプロレスリングの試合会場、DDT系列の飲食店、水道橋駅の近くにあるプロレス専門店「プロレスショップチャンピオン」で行われている。
2024年4月にCyberFight傘下から独立して以降、練習は主にアイスリボンの道場を借りて行っている他、他団体への出稽古も行っている。

## 歴史

### 2013年
- 2月17日、石井慧介との一騎討ちに敗れてユニオンプロレスを追放された大家健が、DDTプロレスリング後楽園ホール大会でDDT入団を懸けた試合で敗れ、試合後に高木三四郎から「入団するところがないなら、お前が団体を旗揚げすればいいじゃないか」と言われた後に「大仁田厚は5万円で団体（FMW）を旗揚げした。お前は1万5000円で団体を旗揚げしろ」と言われた（投資された1万5千円は高木が鶴見亜門の財布から拝借したものだった。鶴見は「こんなヤツに投資するバカいませんよ」と設立に反対していた）。
- 2月24日、新木場1stRINGの駐車場で会見を行い、団体名とファンに旗揚げの是非を問うためのプレ旗揚げ戦を開催することを発表。
- 2月28日、ばってん多摩川がガンバレ☆プロレス限定リングネーム「ガンバレ玉川」として参戦することが決定。
- 3月6日、市ヶ谷南海記念診療所でプレ旗揚げ戦を開催。特別試合を含め4試合が組まれ、観客からアンケートを取り旗揚げを問うた（DDT旗揚げ時とほぼ同じ手法）が、大家は（73票中）反対3票が投じられたことを理由に一旦は旗揚げ中止を一方的に発表するも、最終的に旗揚げ戦を開催することを発表。
- 4月17日、新木場1stRINGで旗揚げ戦を開催。
- 12月26日、大家が率いるユニット「ガンプロ軍」対浪口修が率いるユニット「浪口軍」によるユニット抗争が終結し、第1章終了後に第2章旗揚げ戦を開催することを発表。

### 2014年
- 1月11日、ユニオンに大家と今成夢人が乱入し、風戸大智&河村知哉組に大家が炎のスピアーで勝利。
- 2月11日、ユニオンに大家と今成が乱入し、風戸&三富政行組と対戦したが無効試合となり、再試合で風戸の憧れの存在の冨永真一郎が今成と変わり再び試合を行い、大家が必殺技の炎のスピアーで勝利。新たな標的を諸橋晴也に定めた。
- 3月23日、ユニオンで諸橋&風戸組対大家&冨永組と今成対三富の対戦カードが決定。この試合の記者会見で諸橋に天誅として大家は諸橋を自転車ではねた。しかし直前に冨永が左肩鎖関節脱臼により欠場のため尾谷友洋とのタッグになった。試合は今成と三富が両者リングアウトとなり諸橋&風戸組に三富が加わり6人タッグマッチとなるも、大家が炎のスピアーに勝利。
- 4月6日、北沢タウンホールで第2章旗揚げ戦を開催。ユニオンとの対抗戦として尾谷with冨永対風戸、石川修司&諸橋&三富組対大家&翔太&X組、剛力鋼対チェリーのライブビューイング柔道ジャケットマッチが決定。またXは連絡の取れていない浪口にすると発表し、浪口はこの日のみタッグ結成を表明。対抗戦の結果は尾谷が風戸に敗北。剛力がチェリーに敗北。大家が率いるガンプロ軍がユニオンに勝利するも結果的には2-1でユニオンの勝利。
- 4月27日、ユニオンの「ゴールデンユニオン in 横浜」に今成と大家が参戦し、今成は石川とシングルを行い今成が敗れる。大家はチェリーとシングルを行い大家が炎のスピアーで勝利。
- 5月1日、「ガンバレ☆格闘技オープントーナメント」を開催。参戦選手としてプロレス代表は大家、テコンドー代表はレディビアードの弟子のメガネ、アメリカンプロレス代表は試合のスタイルがアメリカンプロレスでガンプロ軍第3の男の翔太、総合格闘技代表はYouTuberで総合格闘家のシバター、レスリング代表は全日本学生レスリング選手権大会準優勝の雫有希、柔道代表はガンプロ軍で柔道ジャケットマッチを経験した剛力、太極拳代表は毎朝太極拳を欠かさず行っているという高岩竜一が手紙で直訴。この試合でメガネが自慢の髪を切ってまでガンプロ軍の一員になった。また、高岩のみ最後の1枠の募集をかけたところ相手が出ないため不戦勝で2回戦に進出。優勝は太極拳代表の高岩。しかし高岩は優勝後に太極拳をやっていないことを告白。
- 5月4日、ユニオンの「ゴールデンユニオン in 仙台」に大家と今成と木原文人が参戦し、大家&今成&木原組が木高イサミ&諸橋&三富組とのイリミネーションマッチで対戦するも敗北。
- 5月18日、ユニオンの「ゴールデンユニオン2014」に大家と富永が参戦し、大家が石川との薔薇1000本+aマッチで対戦するも敗北。大家の+aの凶器は有刺鉄線バットだった。富永は三富から勝利。
- 6月1日、「ガンバレ☆プロレス〜第2章 2nd Season〜 vol.3」を開催。今成が力とタッグチーム「パワー・オブ・ドリームス」を結成した他、ガンプロ軍の一員となった浪口が師匠である高岩に反旗を起こした。大家は高岩に敗れて解散を考えたが闘病生活から復帰したGENTAROの言葉で解散を撤回。
- 7月3日、「ガンバレ☆プロレス〜第2章 2nd Season〜 vol.4」を開催。パワー・オブ・ドリームスの第1戦や、この日を最後に帰国するメガネのラストマッチが行われ、試合終了後にメガネはガンバレ☆プロレスイギリス支部長に任命される。翔太がガンプロ軍のメインイベントで初めて勝利。
- 7月9日、「ビアガーデンプロレス」で大家がタイガー・ベッドシーンと初めてタッグを組み浪口&翔太と対戦。しかし翔太がバイクの事故で右鎖骨を骨折してしまい、翔太の代わりの選手はリングアナウンサーとして出場予定だった木原になった。また大家の携帯にGENTAROから「今成と戦いたい」というメールが届き、今成とのシングルが決定。大家とベッドシーンのタッグで戦った浪口が大家との戦いを褒めるも、ベッドシーンに対しては喝を入れた。GENTAROが今成をプロレスラーと認める。神田愛実がファンである倖田來未の名前をもじり、リングネームをガンプロ限定で「倖田愛実」に変更。全試合終了後に元WNCの洞口義浩とクズプロの木藤裕次が乱入し、WNCが解散となり仕事がなくなったと言う理由で参戦を表明。

### 2015年
- 1月19日、「ガンバレ☆プロレス大賞授賞式」が行われ、皆勤賞はレフェリーのスキンズ岡田、殊勲賞はドクターキリコ、技能賞は香港国際警察マン、新人賞はベッドシーン、女子プロレス大賞はアンジェラ・アミ、特別功労賞は応援して下さるお客様、大家がガンバレ☆プロレス大賞MVP＆ベストバウト2冠達成という結果になった。
- 4月3日、ガンプロの女子部「ガンバレ☆女子プロレス」を発足。
- 4月18日、シバターが率いるユニット「炎上軍」が誕生。
- 5月16日、BASEMENT MONSTARでガンバレ☆女子プロレスの旗揚げ戦を開催。
- 9月23日、「メジャースポーツへの共鳴」として勝村周一朗が参戦[3]。

### 2016年
- 1月22日、藤田ミノルが率いるユニット「トモダチ軍」によるプロデュース興行「ハキダメ★プロレス プレ旗揚げ戦 セパラドス2016」を開催[4]。試合が組まれず「書初めサイン会」をふられた勝村が「宣戦布告」の書初め用紙を持って登場しガンプロ軍と合体。
- 10月2日、初の後楽園ホール大会を開催。大仁田厚が初参戦した同大会が満員でない場合は大家と今成が引退すると宣言していたが、1,091人と超満員を記録して大家と今成は引退を免れた。同大会は日本インディー大賞のベスト興行賞を受賞した。

### 2017年
- 1月22日、選手入場式で大家と勝村の挨拶が行われ、大家健想と浪口が結成してシバターの加入が発表されたユニット「シン・ガンバレ☆プロレス」の迎撃を誓った[5]。
- 5月31日、HARUKAZEがデビュー。
- 12月20日、星野真央のデビュー戦と引退試合が同時に行われた。

### 2018年
- 1月20日、鷲田周平がデビュー。
- 5月3日、翔太が入団。
- 8月11日、岩崎孝樹が入団。
- 10月1日、DDTの石井慧介がレンタル移籍。

### 2019年
- 1月26日、勝村が入団。

### 2020年
- 7月26日、まなせゆうなが入団[6]。

### 2021年
- 9月4日、YuuRIが入団。
- 9月25日、スピリット・オブ・ガンバレ世界無差別級王座の創設を発表。
- 11月23日、成増アクトホールで初代スピリット・オブ・ガンバレ世界無差別級王座を決めるトーナメント戦「ガンバレ☆クライマックス」が開催されて優勝した高岩竜一が初代王者になった。
- 11月25日、DDTの渡瀬瑞基が移籍。

### 2022年
- 7月10日、長谷川美子が入団。大田区総合体育館で初の単独興行を開催。
- 12月27日、中村宗達がデビュー。
- 12月31日、岩崎が退団。

### 2023年
- 1月5日、スピリット・オブ・ガンバレ世界タッグ王座の創設を発表。
- 5月5日、後楽園ホールで初代スピリット・オブ・ガンバレ世界タッグ王座決定タッグトーナメントが行われて優勝した佐藤光留&前口太尊組が初代王者になった。
- 7月9日、大田区総合体育館で2度目の単独興行を開催。

### 2024年
- 1月31日、3月いっぱいでCyberFightからの独立を発表。
- 2月1日、今成、冨永真一郎が入団。
- 3月6日、株式会社ガンプロエンターテインメントを設立。
- 3月31日、翔太、長谷川、リアラが退団。
- 5月18日、川上翔大がデビュー。桜井鷲が退団。
- 7月15日、春日萌花が入団。

## ルール
- 木原文人がレフェリーを務めている試合はPWFルールを採用している。
- マットプロレスの場合はアイスリボンの特殊ルールを採用している。

## タイトルホルダー
| タイトル                                   | 保持者            | 歴代  |
| ------------------------------------------ | ----------------- | ----- |
| スピリット・オブ・ガンバレ世界無差別級王座 | 今成夢人          | 第8代 |
| スピリット・オブ・ガンバレ世界タッグ王座   | 入江茂弘 渡瀬瑞基 | 第3代 |

## 所属選手
- 大家健
- 今成夢人（飯伏プロレス研究所兼任所属）
- 勝村周一朗（リバーサルジム横浜グランドスラム兼任所属）
- 石井慧介
- 冨永真一郎（CWP兼任所属）
- HARUKAZE
- まなせゆうな
- 渡瀬瑞基（よしもとクリエイティブ・エージェンシー兼任所属）
- YuuRI
- 中村宗達
- 川上翔大
- 春日萌花

## スタッフ

### レフェリー
- 木曽大介（DDTプロレスリング）
- バニー及川（フリー）

### リングアナウンサー
- 野中美智子（アッシュプロダクション）
- 望月彩（フリー）

### 現場監督
- 大谷晋二郎（プロレスリングZERO1）（療養中）

## 歴代タイトル
- GWC認定6人タッグ王座

## 歴代所属選手

### 男子選手
- 岩崎孝樹
- 翔太
- 桜井鷲（旧：鷲田周平）

### 女子選手
- 星野真央
- 長谷川美子
- リアラ

## 歴代スタッフ
- ポーク林（レフェリー）
- 会場敏（リングアナウンサー）

## 歴代ユニット
- 浪口軍
- 炎上軍
- トモダチ軍
- シン・ガンバレ☆プロレス
- THE HALFEE
- DREAMS HARU TRUE

## 歴代タッグチーム
- パワー・オブ・ドリームス
- ROMANCE DAWN

## テーマ曲
- BAD COMMUNICATION -ULTRA Pleasure Style-（B'z）